# Église protestante unie de Paris Passy-Annonciation
L'Église protestante unie de l’Annonciation est une paroisse protestante dont le temple est situé au 19, rue Cortambert, dans le 16e arrondissement de Paris. La paroisse est membre de l'Église protestante unie de France.
La paroisse est connue pour son œcuménisme, marquée par des pasteurs comme Marc Boegner, Daniel Atger ou Gill Daudé et la proximité d'églises catholiques, notamment de l’autre côté de la rue.
Elle possède également un espace paroissial, l’Espace protestant Marc-Boegner (EPMB), entre la rue Lekain et la rue de l'Annonciation dans le 16e arrondissement, qui accueille des bureaux, des salles pour l'école biblique, le local scout, les activités paroissiales ainsi que des cultes de communautés étrangères. On compte également des appartements pour les pasteurs et leurs familles et des étudiants en théologie.

## Histoire

### Fondation et débuts
Eugène Casalis, alors directeur de la Maison des missions évangéliques, réunit en 1856 une communauté protestante dans le village de Passy. Il en est le pasteur jusqu’en 1878. Le culte est d'abord célébré dans une serre désaffectée du parc de la famille Delessert.
En 1867-1868, François Delessert et son fils Benjamin, banquiers, financent la société civile immobilière à l'origine de l'acquisition d'un terrain rue Cortambert. D'abord loué, on y réinstalle une chapelle en bois récupérée de l'Exposition universelle. À l'époque, ce temple provisoire dépend de la paroisse réformée des Batignolles. En 1881, le site est finalement acheté et la paroisse de Passy est créée ; elle devient autonome de celle des Batignolles l'année suivante,.

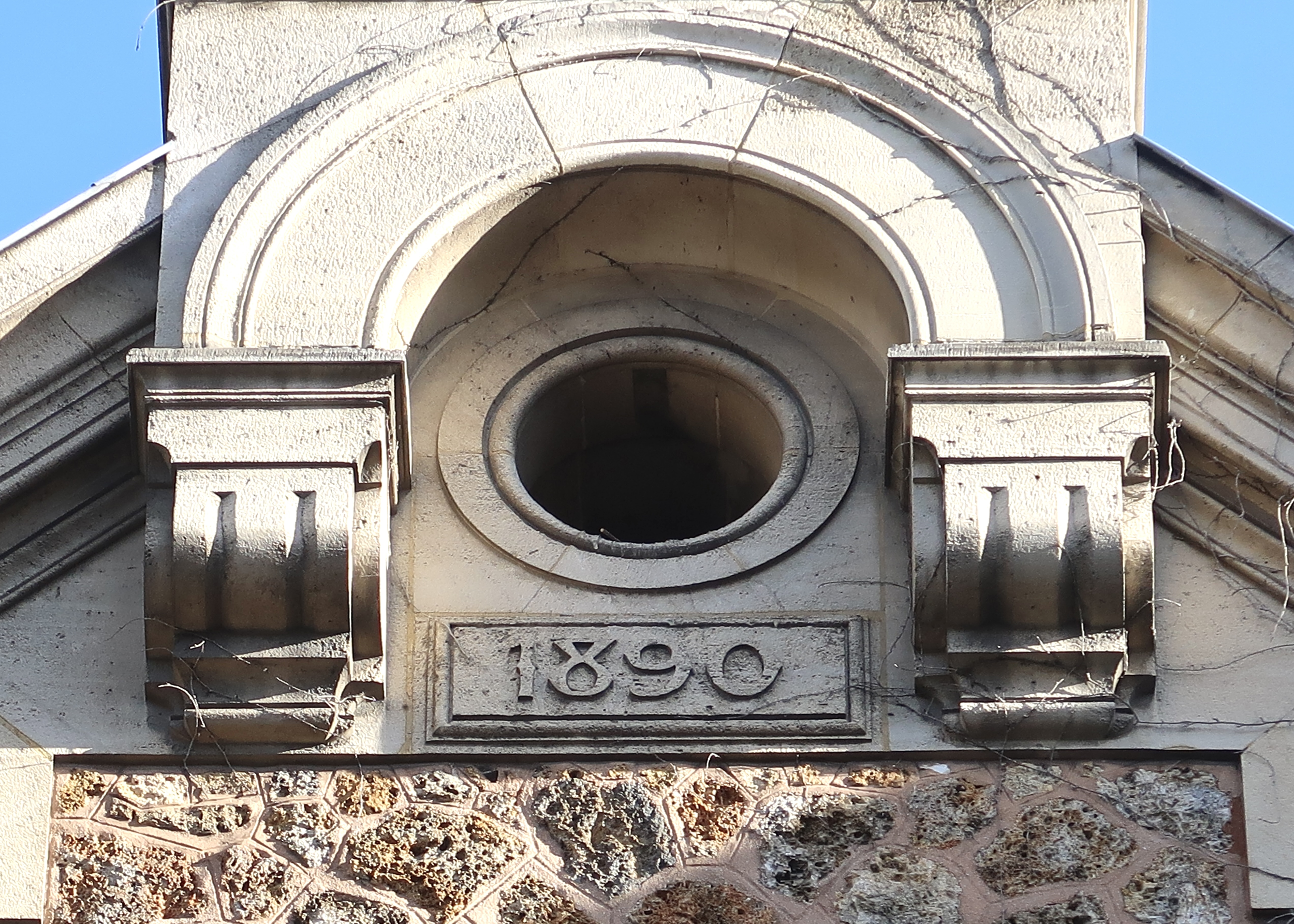
Inscription « 1890 » sur la façade.

Le bâtiment actuel est dédicacé en 1891 par le pasteur Louis Vernes, du temple des Batignolles. Œuvre de l'architecte Édouard Aubert, le nouvel édifice en pierre a été commandé par le pasteur Edmond Stapfer. Il est agrandi en 1934 (abside et déambulatoire).
Depuis le début du XIXe siècle, la famille Delessert possède un cimetière privé rue Lekain, qui donne aussi sur la rue de l'Annonciation. En 1872, les sœurs de Benjamin Delessert, les baronnes Bartholdi et Hottinguer, créent la fondation Delessert-Bartholdi, qui fait construire sur la parcelle de la rue Lekain une chapelle et un dispensaire géré par des diaconesses,,,. En 1900, l'école biblique se voit prêter une salle de la rue Lekain par la baronne Bartholdi, qu'elle lègue ensuite à la paroisse de Passy-Annonciation.

### Années 1900-1960
En 1908, un pasteur congrégationaliste succède à Edmond Stapfer. Il refuse que la paroisse soit rattachée à la Fédération protestante de France ; le Musée protestant précise que la paroisse connaît alors « des moments difficiles ».
En 1912, une troupe d’Éclaireurs Unionistes est créée ; son activité n’a jamais cessé depuis. En octobre 1918, Marc Boegner est nommé pasteur, appelé par l’association cultuelle de la paroisse pour « rétablir la paix » note le Musée protestant. Figure de l’œcuménisme, il donne un certain rayonnement à la paroisse avec ses prêches du Carême protestant, radiodiffusés à partir de 1928. Il quitte la paroisse en 1954.
Le pasteur Lauga est nommé en 1929. Lui succèdent Pierre Maury (1934), Charles Bonzon, André de Robert puis Pierre Courthial (1951).

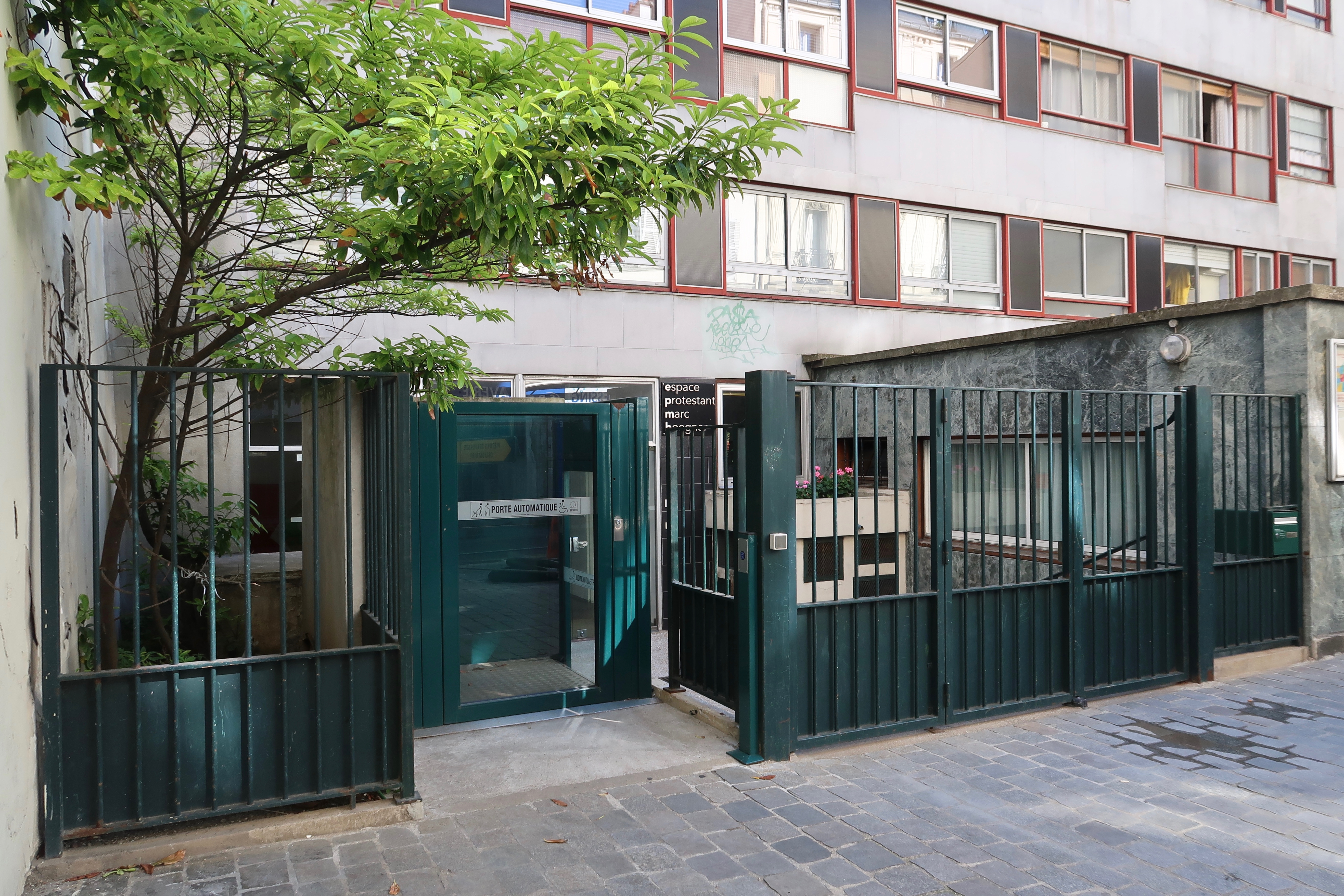
Façade de l'Espace protestant Marc Boegner, 27 rue de l'Annonciation.

Le cimetière familial de la rue Lekain ferme en 1961. Le site est loti par un ensemble immobilier dont l'entrée principale est au 27 rue de l'Annonciation, inauguré en 1964, qui accueille la Maison de l'Annonciation,.

### Depuis les années 1960
Pierre Gagnier quitte la paroisse en 1967 ; lui succèdent Jean de Watteville puis Daniel Atger. Dans la continuité œcuménique de Marc Boegner, le pasteur Daniel Atger lance les groupes de foyers mixtes avec le curé de la paroisse catholique Notre-Dame de l’Assomption et la Saint-Cène est célébrée chaque dimanche.
Philippe Soulier est pasteur 1974 à 1985, puis Pierre Cochet et Jean-Marc Viollet à partir de 1988. Dans les années 1990, le temple est rénové. Antoine Nouis et Axel van der Linden composent la nouvelle équipe pastorale. Marc de Bonnechose succède ensuite à Axel van der Linden. Suivent Denis Heller (2007-2017) et Gill Daudé (2008-2015). La grande salle de la Maison de l'Annonciation est rénovée en 2013 et renommée à cette occasion Espace protestant Marc-Boegner. Nathalie Chaumet devient, en 2016, la première femme pasteur à l’Annonciation. Robert Shebeck rejoint la paroisse en 2018.

## Architecture
De style néo-roman, la façade du temple est en pierre meulière, rythmée par trois bandeau de pierre distinguant les étages. Une grande rosace s'ouvre sur le dernier niveau. Un clocheton couronne le pignon. Le porche d'entrée, encadrant un escalier, repose sur deux colonnes engagées à chapiteaux composites. La croix nimbée qui le surmonte présente une mosaïque avec le Chrisme, l'Alpha et l'oméga. Le tympan présente une Bible ouverte, symbole traditionnel des temples réformés en France. Le verset du Psaume 96, 6, « Venez et adorons », gravé sur le linteau, invite à entrer. Dans la nef à transepts, les bancs en bois font face à un chœur surélevé accueillant une table de communion pour la Sainte-Cène et la chaire à prêcher. Il est entouré d'arches à arcs surbaissés, avec un déambulatoire, rare dans les temples protestants. Les fenêtres sont ornées de vitraux de Maurice Max-Ingrand (1959). Une citation de l'Évangile selon Jean 14, 6 (« Je suis le chemin, la vérité et la vie. Nul ne vient au Père que par moi. ») est inscrite en mosaïque sur l'arc principal.

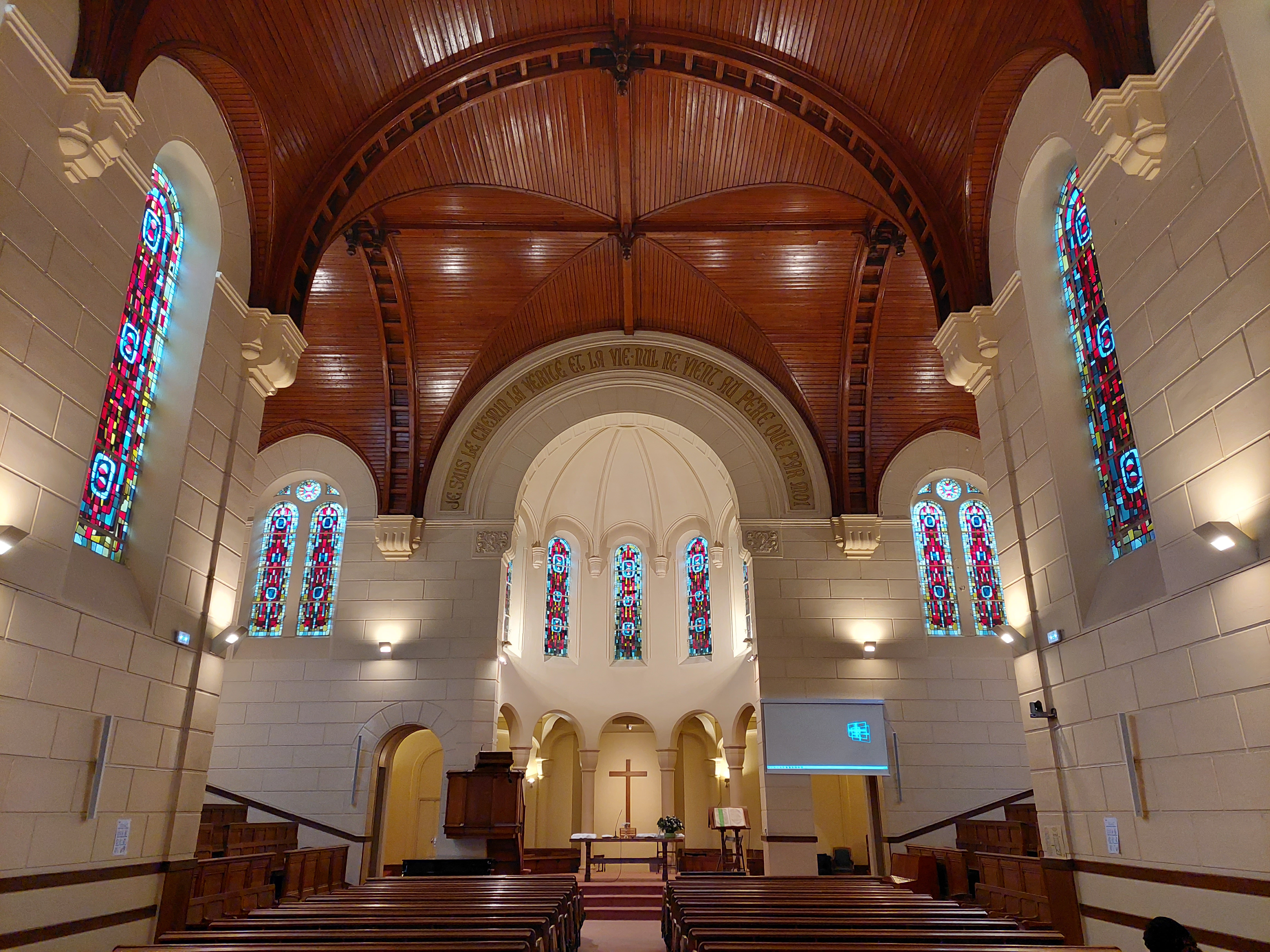
Nef avec sa charpente apparente.
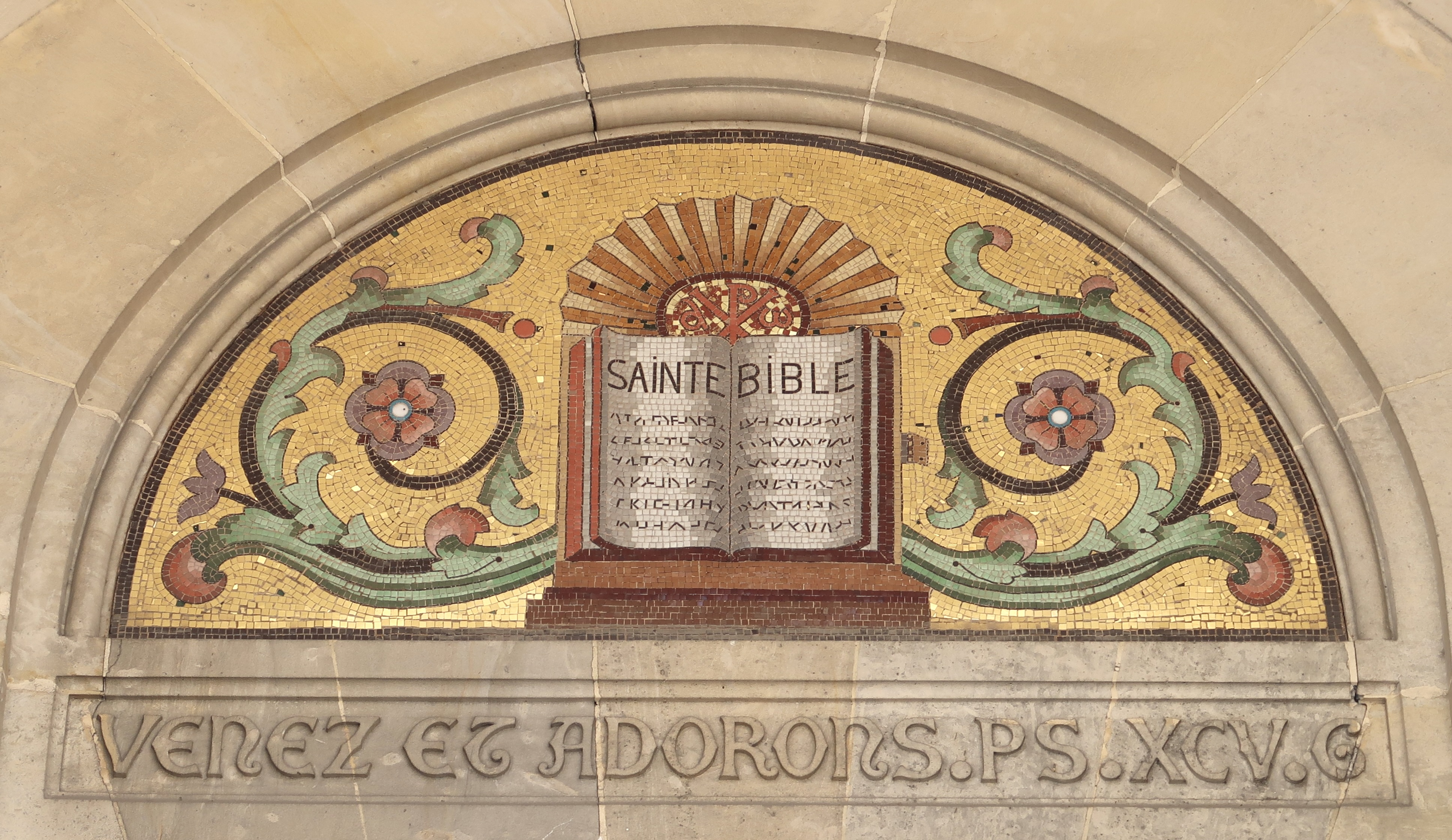
Tympan.
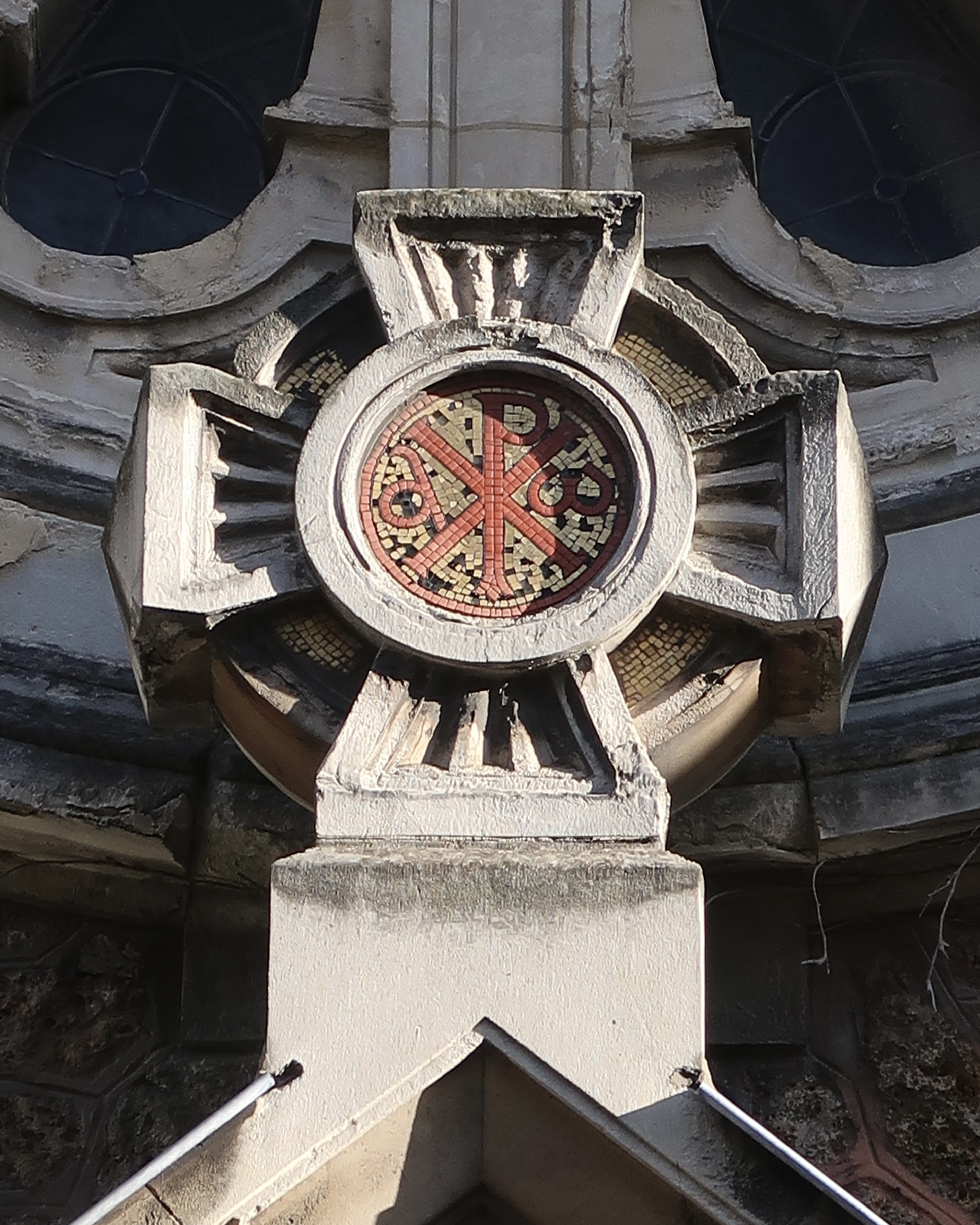
Croix en façade.
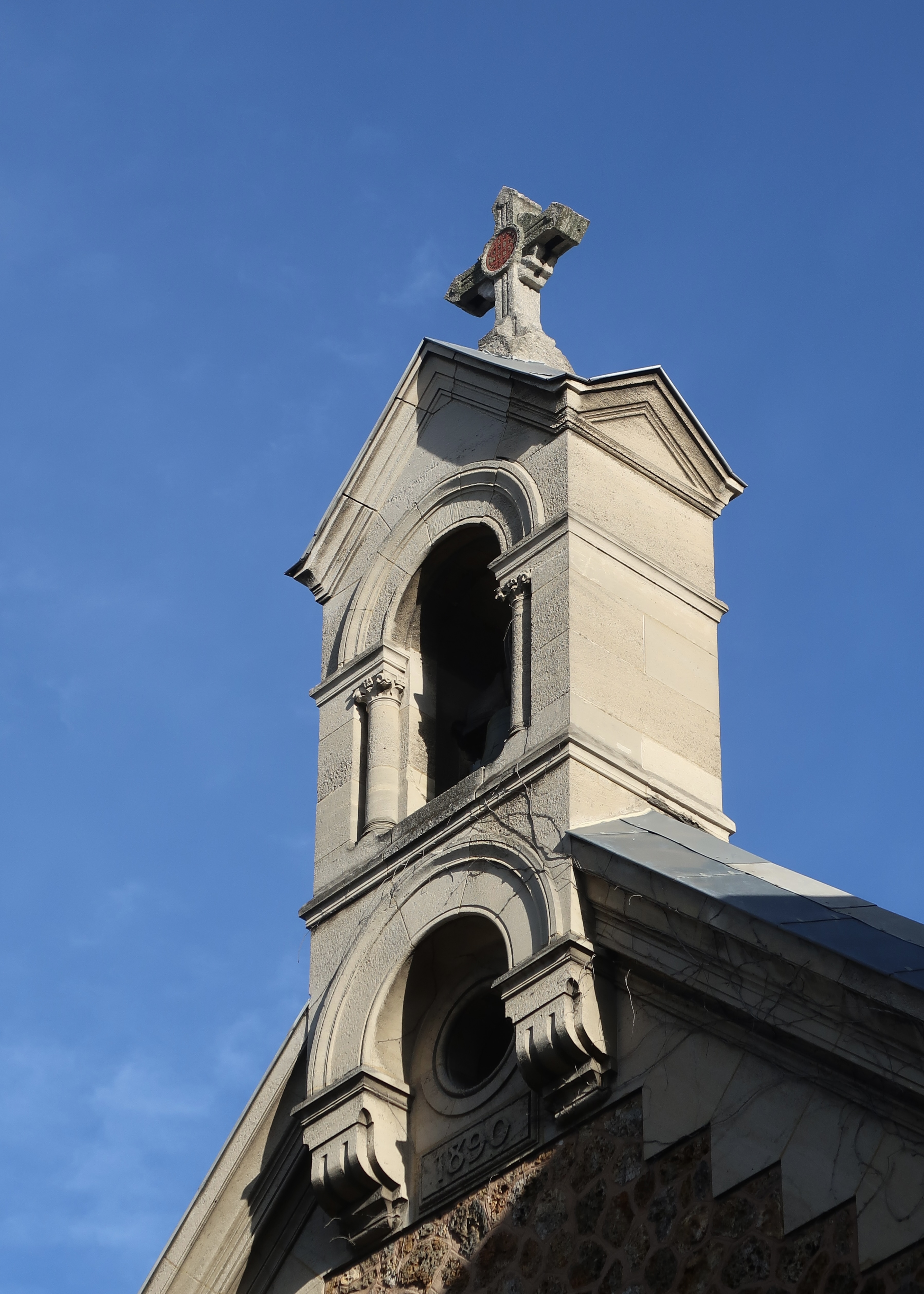
Clocher.

## Orgue

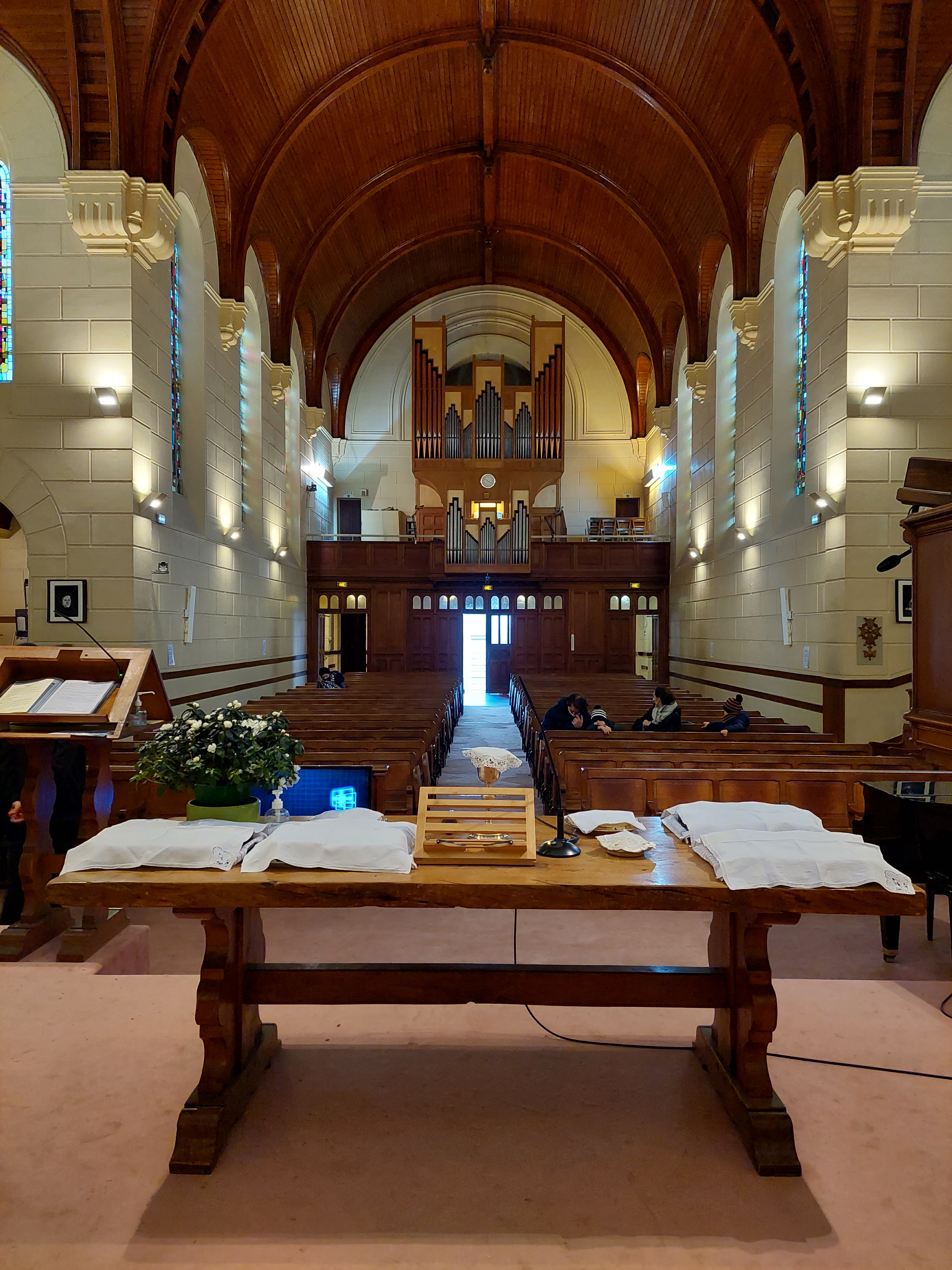
Table de communion avant le culte pour célébrer la Cène, et orgue.

Un nouvel orgue est installé en 1973, grâce aux dons d’une paroissienne. C’est un orgue du facteur strasbourgeois Kurt Schwenkedel. Il est constitué de trois claviers (grand orgue, positif et récit), de 56 notes et d’un pédalier de 32 notes. Il possède 27 jeux en transmission mécanique.
Marthe Bracquemond en a été titulaire (1937-1962). Vincent Warnier en a été co-titulaire de 1995 à 1997. François Saint-Yves en est l'actuel titulaire.
Il est rénové en 2016-2017.

## Personnalités liées à l'Église
- Marc Boegner
- Pierre Maury
- Pierre Courthial
- Daniel Atger

## Dans la littérature
Dans le roman Silbermann (1922) de Jacques de Lacretelle le narrateur, protestant, se lie d'amitié avec un camarade de confession juive. Il raconte : « Il m'arrivait souvent de passer exprès avec lui devant le petit temple protestant de Passy. Je ne disais pas un mot, je ne désignais même pas l'édifice ; mais j'avais l'arrière-pensée qu'un jour peut-être je l'y ferais pénétrer avec moi ».